# Pelidnota soederstroemi
Pelidnota soederstroemi är en skalbaggsart som beskrevs av Ohaus 1908. Pelidnota soederstroemi ingår i släktet Pelidnota och familjen Rutelidae. Inga underarter finns listade i Catalogue of Life.